# Presidente Páez
Pour les articles homonymes, voir Páez.
Presidente Páez est l'une des sept paroisses civiles de la municipalité d'Alberto Adriani dans l'État de Mérida au Venezuela. Sa capitale est El Vigía, chef-lieu de la municipalité.